# Esquirol ventregrís
L'esquirol ventregrís (Callosciurus caniceps) és una espècie de rosegador de la família dels esciúrids. Viu a la Xina, Malàisia, Myanmar i Tailàndia. Es tracta d'un animal diürn que s'alimenta de fruita i alguns insectes. El seu hàbitat natural són els boscos de dipterocarpàcies amb matolls espessos. És una espècie en risc mínim, és a dir, no sembla que hi hagi cap amenaça significativa per a la seva supervivència.